# 에런 버
에런 버 2세(영어: Aaron Burr, Jr, 1756년 2월 6일 ~ 1836년 9월 14일)는 미국의 정치가로, 반 연방주의자이다. 1801년에서 1805년까지 토머스 제퍼슨 행정부의 부통령을 지냈다. 부인은 시어도시아 버(Theodosia Bartow Prevost Burr)이다.
루이지애나 준주에서 민병대를 조직해 루이지애나 준주를 빼앗아 새로운 친 프랑스 국가를 만들려는 음모를 계획하고, 친구인 제임스 윌킨슨과 함께 멕시코를 공격하여 ‘멕시코의 황제’라 참칭했으나 월킨슨의 배신으로 실패했다. 외할아버지는 저명한 장로교 목사 겸 신학자였던 조너선 에드워즈였다.

## 정치경력

### 어린 시절
에런 버는 미국 뉴저지주 뉴어크에서 태어났고, 뉴욕주 출신으로 어머니 에스더 에드워즈는 영국 식민시 시대의 목사이자 신학자였던 조나단 에드워드의 딸이었다. 에런버의 아버지는 1757년에 세상을 떠났고, 어머니는 그 다음해에 2살인 버를 혼자 남겨두고 세상을 떠났다. 할아버지 에드워즈와 그의 아내 세라 역시 그 해에 죽었으며, 어린 에런은 그의 누나 셀리와 함께 윌리엄 쉬펀 가족과 필라델피아에서 지내게 되었다. 열세살의 나이에, 에런 버는 프린스턴 뉴저지대학에 입학하였고 미국 휘그당의 학회에 참여했다. 이 그룹은 인격을 발전시키고, 언어적 기술을 강화 시켜주는데에 큰 역할을 했다. 1772년, 그는 문학사 학위를 받았지만, 2년 동안 그의 직업 진로를 바꿨으며 그의 처남 리브와 함께 법률을 공부하기 시작했다.

### 부통령 지명
1800년 대통령 선거에 나선 같은 주 출신인 알렉산더 해밀턴의 표를 분산하기 위해 1800년 같은 당이었던 토머스 제퍼슨과 선거에 나서, 당으로부터 부통령 지명을 받으나, 선거에서는 제퍼슨과 똑같은 표로 공동 1위를 하게 되었다. 결국 공은 하원으로 넘어갔다. 그 당시 미국 하원은 연방주의자가 득세했고, 알렉산더 해밀턴을 비롯한 강경 연방주의자는 토머스 제퍼슨을 대통령, 에런 버를 부통령으로 선출했다. 부통령이 된 그는 제퍼슨에게 많은 공이 있다며, 대가를 요구하자 제퍼슨은 그를 멀리하게 되고 그리하여 부통령으로서 할 일이 없었던 그는 토머스 제퍼슨과 정치적 관계를 끝내게 되고, 제퍼슨은 그보다 해밀턴을 비롯한 연방주의자들을 썼다.

### 결투
1804년 뉴욕 주지사 선거에 에런 버가 출마했는데, 해밀턴은 연방파 후보인 에런 버를 반대하고 공화파 후보를 지지하였다. 근소한 차이로 뉴욕 주지사 선거에서 낙선한 에런 버는 해밀턴에 대해 분노했다. 공화파 후보의 당선이 해밀턴의 영향력 때문인지는 의심스러웠다. 그러나 지난 1800년의 대선에서도 해밀턴이 자신을 반대했던 점등 사사건건 자신의 앞길을 가로막는 해밀턴에게 결투를 신청했다.
해밀턴은 1801년에 그의 아들이 결투로 목숨을 잃은 탓에 결투를 원치 않았지만, 자신의 명예를 위해 어쩔 수 없이 결투 신청을 받아들였다. 그 당시 뉴욕주는 결투를 법으로 금지하고 있었고, 결투하는 자에 대한 처벌은 곧 사형이었다. 뉴저지에도 결투를 금지하는 법이 있었지만, 처벌은 그다지 심하지 않았다. 1804년 7월 11일, 애런 버와 알렉산더 해밀턴은 강을 건너서 결투가 합법화된 지역인 뉴저지주 위호켄 외곽의 허드슨강변 바위 절벽 인근에서 만나 결투를 벌였다. 두 사람은 서로 총을 겨누고 동시에 방아쇠를 당겼으나 해밀턴이 쏜 총알은 빗나갔지만, 버가 쏜 총알은 해밀턴의 오른쪽 골반을 지나 간과 척추를 관통했다.
해밀턴은 치명적인 상처를 입었고, 그는 다음날 48세 나이로 사망했다. 버는 뉴욕과 뉴저지에서 살인 포함한 여러 범죄 혐의를 받았지만, 어느 관할권에서도 그에 대해 재판을 하지 않았고, 버는 자신의 딸과 그녀의 가족이 사는 사우스캐롤라이나로 도주했다. 그는 부통령의 남은 임기를 마치기 위해 다시 필라델피아를 통해 워싱턴으로 돌아갔고, 한동안 뉴욕과 뉴저지를 피해 다닌 버에 대한 모든 혐의는 결국 기각되었다. 이 일로 정적이었지만 그를 인정했던 토머스 제퍼슨 대통령은 에런 버를 비난하고 차기 선거 때는 그 대신 조지 클린턴을 부통령으로 지목하였다.

### 버의 음모와 재판
1805년 에런 버의 부통령 임기가 끝난후, 정치생명이 끊긴 버는 스페인 정부로부터 160km2 정도의 현재 루이지애나 지역을 임대했고 뉴올리언지에 있는 미국 육군의 총 사령관이자 루이지애나 지역의 총독인 제임스 윌킨슨 장군과 함께 루이지애나에서 민병대를 조직했다. 버와 윌킨슨은 미국과 스페인이 루이지애나 국경문제로 전쟁이 일어나기를 바라면서 멕시코를 이용해 새 공화국을 세우려는 음모를 모의했다. 하지만 이에 대해 불안을 느낀 제임스 윌킨슨은 버를 배신하고 이 사실을 제퍼슨 대통령에게 알렸고, 제퍼슨은 군사를 움직여 버를 체포 했다. 하지만 법정에서는 버의 행동은 합법적이라는 판단을 내렸고 그를 풀어주었다. 제퍼슨 대통령은 버의 반역죄는 명백한 유죄라 생각했고 영장을 발부하여 계속 쫓아다녔다. 버는 스페인으로 도망치려 하였으나 반역혐의로 다시 체포 당했다. 내란반역죄로 재판에 넘겨진 버는 1807년 5월 버지니아 리치먼드에서 결국 유죄로 기소되었으나 증거 불충분이라는 이유로 인해 무죄판결을 받아 석방되었다.

### 나폴레옹 보나파르트에게 접근
버는 1807년 5월 버지니아 리치먼드에서 결국 유죄로 기소되었으나 증거 불충분이라는 이유로 인해 무죄판결을 받아 석방되자마자 바로 프랑스로 망명했다. 프랑스에 도착한 버는 바로 나폴레옹을 만나서 영국 대신 미국을 공격하도록 설득했다. 그러나 나폴레옹은 버가 자신을 이용해서 개인원한을 해소하려고 하는 속셈인 것을 간파했기 때문에 버의 요구를 거절했다.

### 귀국 후 생애
나폴레옹이 계속 자신의 요구를 들어주지 않자 버는 모든 것을 포기하고 1812년에 다시 미국으로 귀국한 후 남은 생애를 변호사로 보내게 되었다.

## 유산
공공과 민간을 위한, 자신의 정치적 원수에 의한 버의 행동은 배려있고 품위가 있었으며, 그는 좋은 청취자로 평가 받았다. 그리고 그의 최초의 상원 탄핵 재판을 위한 가이드 및 규칙, 그의 행동과 의회의 절차는 높은 평가를 받고 있고, 아직까지도 좋은 평을 듣고 있다.

## 같이 보기
- 토머스 제퍼슨
- 존 퀸시 아담스
- 조나단 에드워드

## 역대 선거 결과
| 선거명      | 직책명                | 대수 | 정당       | 득표율 | 득표수 (선거인단) | 결과 | 당락                 |
| ----------- | --------------------- | ---- | ---------- | ------ | ----------------- | ---- | -------------------- |
| 1791년 선거 | 상원의원 (뉴욕 제1부) | 2대  | 반연방주의 | 47.96% | 47표              | 1위  | 뉴욕주 상원의원 당선 |
| 1792년 선거 | 미국의 부통령         | 1대  | 반연방주의 | 0.76%  | 1표               | 4위  | 낙선                 |
| 1792년 선거 | 미국의 대통령         | 1대  | 반연방주의 | 0.38%  | 0표 (1명)         | 5위  | 낙선                 |
| 1796년 선거 | 미국의 부통령         | 2대  | 민주공화당 | 14.63% | 30표              | 3위  | 낙선                 |
| 1796년 선거 | 미국의 대통령         | 2대  | 민주공화당 | 10.87% | 0표 (30명)        | 4위  | 낙선                 |
| 1797년 선거 | 상원의원 (뉴욕 제1부) | 5대  | 민주공화당 | 0%     | 0표               | 2위  | 낙선                 |
| 1800년 선거 | 미국의 부통령         | 3대  | 민주공화당 | 26.45% | 73표              | 1위  |                      |
| 1804년 선거 | 뉴욕 주지사           | 3대  | 민주공화당 | 41.80% | 22,139표          | 2위  | 낙선                 |